# Arbanats
Arbanats is een gemeente in het Franse departement Gironde (regio Nouvelle-Aquitaine). De plaats maakt deel uit van het arrondissement Langon. In de gemeente ligt de spoorweghalte Arbanats. Arbanats telde op 1 januari 2022 1.355 inwoners.

## Geografie
De oppervlakte van Arbanats bedroeg op 1 januari 2022 7,6 vierkante kilometer; de bevolkingsdichtheid was toen 178,3 inwoners per km².

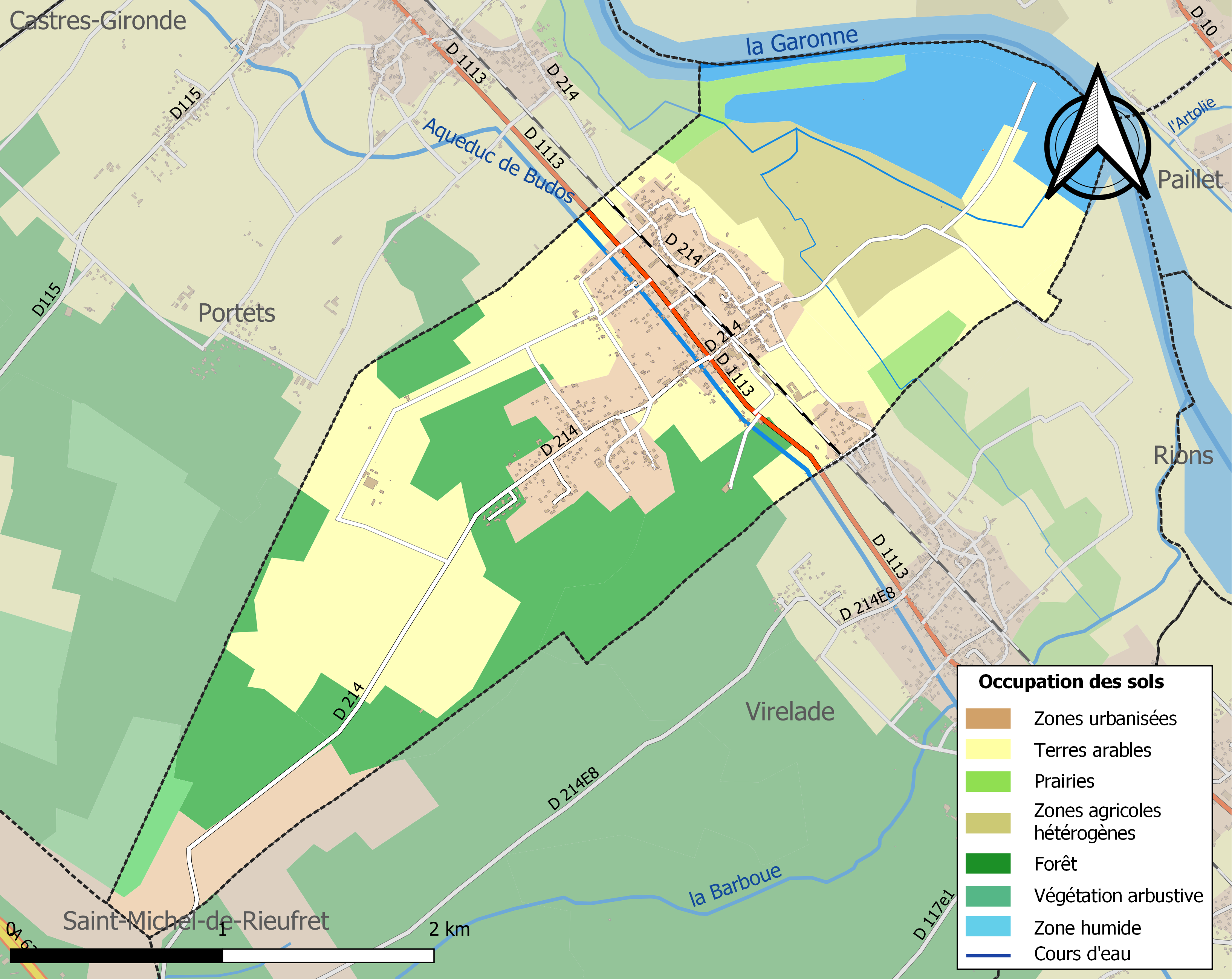
Kaart van de gemeente met belangrijkste infrastructuur, bodemgebruik en omliggende gemeenten

## Demografie
Onderstaande figuur toont het verloop van het inwonertal (bron: INSEE-tellingen).